# متلازمة فلامر

متلازمة فلامر هي متلازمة سريرية تتكون من مجموعة من المظاهر السريرية بسبب اضطراب في الإمداد الدموي والذي كان يطلق عليه اضطراب وعائي. المتلازمة تظهر في أعراض متعددة كبرودة القدمين واليدين كما أنها غالبا ما تكون مصحوبة بانخفاض في ضغط الدم. في بعض الحالات تترافق مع أو تؤدي إلى تطوير الأمراض مثل الزرق. متلازمة فلامر مسماه على اسم طبيب العيون السويسري جوزيف فلامر.

## العلامات والأعراض
معظم أعراض متلازمة فلامر ناتجة عن عدم تنظيم الإمداد الدموي. كيف تؤثر هذه الأعراض على المريض يعتمد على أي عضو أو جزء من الجسم به مشكلة في الإمداد الدموي. الأعراض النموذجية لمتلازمة فلامر تشمل برودة اليدين أو القدمين، انخفاض ضغط الدم، في بعض الأحيان بقع حمراء وبيضاء على الوجه أو الرقبة وألم شبيه بالصداع النصفي أو شعور بالضغط خلف الجفن العلوي. وبالإضافة إلى ذلك، هناك أعراض غير مباشرة ناتجة عن عدم تنظيم الإمداد الدموي كالحاجة لوقت طويل للنوم،  تقليل الشعور بالعطش، وحساسية عالية ليس فقط للبرودة ولكن أيضا للروائح والاهتزازات والإجهاد النفسي أو بعض الأدوية (مثل مضادات الكالسيوم، حاصرات بيتا) إلخ. تشنجات العضلات والألم شائعين أيضا. الناس المصابون بمتلازمة فلامر عادة ما يكونون دقيقين جدا، متحفزين وناجحين في حياتهم المهنية.
قد تشمل أعراض متلازمة فلامر ما يلي:
- برودة اليدين و/أو القدمين
- انخفاض ضغط الدم الشرياني
- انخفاض مؤشر كتلة الجسم
- انخفض الشعور بالعطش
- إطالة وقت النوم
- زيادة الحساسية للألم وتصور الرائحة والحساسية لبعض الأدوية
- الصداع النصفي
- الطنين
- تلون أبيض أو أحمر في الجلد.

## التشخيص
تشخيص متلازمة فلامر تعتمد في الأساس على التاريخ المرضيّ للمريض بصفاتها المميزة بالإضافة إلى فحص بطانة الأظافر. يظهر هذا الاختبار ضيق زائد في الأوعية الدموية الصغيرة للأصابع كاستجابة للتعرض للبرودة كمحفز.

## العلاج
لا تتطلب متلازمة فلامر علاجا طالما كان المريض لا يعاني من الأعراض أو من التراتيب المرضية. يعتمد العلاج على ثلاثة نقاط:
- التعديلات في الحياة اليومية.
- التعديلات في الوجبات.
- الأدوية.

يجب أن يشتمل نظام الحياة اليومي على نوم كاف ووزن معتدل (بألا يكون المريض نحيفا جدا) وتجنب فترات الصوم وتجنب المحفزات المعروفة كالبرودة. التمارين الرياضية المعتادة جيدة لكن التمارين العنيفة قد تكون مؤذية. يجب أن تحتوي الوجبات على كمية كبيرة من مضادات الأكسدة. من هذه الوجبات الشاي الأخضر والقهوة السوداء المصفاة والنبيذ الأحمر والتوت البري والفواكه. أحماض أوميجا 3 الدهنية وخاصة الموجودة في السمك تحسن تدفق وسريان الدم. في حالة كان ضغط الدم منخفضا جدا، يجب زيادة الملح في الوجبات. يجب أيضا الامتناع عن الأدوية التي تسبب ضيق الأوعية الدموية. أيضا إذا كان ضغظ الدم منخفضا جدا، يجب الامتناع عن الحبوب المنومة أو الحذر عند تعاطيها.

## روابط خارجية
- Website on Flammer syndrome
- Scientific essay on Flammer syndrome